# Joan Ball
Joan Ball (sinh năm 1934) là nhà tiên phong khởi đầu dịch vụ hẹn hò trên máy tính đầu tiên ở Anh vào năm 1964. Dịch vụ hẹn hò trên máy tính của Ball cũng có trước các dịch vụ hẹn hò trên máy tính sớm nhất của Mỹ, như Operation Match tại Harvard.

## Thân thế và học vấn
Joan Ball chào đời năm 1934 và là người con thứ 6 trong gia đình. Bà là một đứa trẻ không mong muốn, sinh trưởng trong một gia đình lao động nghèo nàn. Khi còn nhỏ, bà từng bị mẹ bỏ rơi trong một thời gian ngắn. Chiến tranh thế giới thứ hai bắt đầu khi bà mới 5 tuổi, khiến bà phải sơ tán từ Luân Đôn về vùng nông thôn nhằm né tránh Đức Quốc xã không kích thủ đô ba lần trong thời chiến. Dù chính việc sơ tán này đã cứu mạng Ball, thế nhưng bà phải trải qua sự nuôi nấng từ nhiều gia đình khác nhau, và thường bị một trong những cha mẹ nuôi quấy rối tình dục khi sống cùng họ. Chiến tranh kết thúc, bà lại có dịp đoàn tụ với gia đình mình ngay tại Luân Đôn.
Joan Ball mắc chứng khó đọc và gặp khó ở trường học. Bà đã phải trải qua phần lớn đời mình vật lộn với chứng khó đọc, trước khi cả thế giới biết đến hội chứng này. Bà vẫn không được chẩn đoán chính thức cho mãi đến lúc ở tuổi 39 vào năm 1973. Nhằm tránh bị bắt nạt, bà trở thành trò hề trong lớp khi còn đi học, nhằm đảm bảo rằng mọi người sẽ cười đùa cùng với bà chứ không phải cười vào những hành động của bà. Trong suốt những năm đi học, bà trải qua đời sống gia đình khổ cực: mẹ bà thường mắng bà là "đồ con lợn", và đổ lỗi cho Joan vì cuộc hôn nhân thất bại của mình. Năm 1949, Ball kết thúc năm học cuối cùng và được nhận vào làm trợ lý cửa hàng tại Hội Hợp tác xã Luân Đôn. Vì chứng khó đọc, bà thường xuyên gặp vấn đề rắc rối với việc viết lách và thu ngân.

## Sự nghiệp kinh doanh
Năm 1953, Ball phải nhập viện sau một lần cố gắng tự tử và khi bước chân ra ngoài đời, bà liền thu dọn đồ đạc đến sống với họ hàng nhà mình là dì Maud và chú Ted. Cùng năm đó, ở tuổi 19, bà được tuyển vào làm việc tại cửa hàng bách hóa tổng hợp Bourne & Hollingsworth. Năm 1954, bà bỏ việc và bắt đầu vào làm trong bộ phận may mặc của một cửa hàng. Bà nhận thấy chuỗi công việc này không thỏa mãn và gặp khó khăn: vào lúc đó, những phần việc thú vị nhất của ngành công nghiệp thời trang - theo quan điểm của Ball - vẫn là thế giới của đàn ông và bà không thể làm việc mà mình yêu thích, như thiết kế chẳng hạn. Ít lâu sau đó, bà khởi sự vào làm cho Berkertex, một hãng thời trang hàng đầu ở Luân Đôn.

### Eros Friendship Bureau Ltd
Năm 1961, khi 27 tuổi, bà quyết định rời khỏi hãng Berkertex. Dù từng có ý định quản lý một cửa hàng ở Cambridge, nhưng bà lại thấy mình vẫn thất nghiệp chừng nào cửa hàng sẵn sàng mở cửa. Cần trả tiền thuê nhà, bà liền nhận việc tại một văn phòng môi giới hôn nhân. Chính tại đây, bà đã quyết định gầy dựng văn phòng môi giới hôn nhân của riêng mình. Ball tự đứng ra thành lập nên Eros Friendship Bureau Ltd vào năm 1962 và phát hiện ra mình có sở trường giúp mọi người kết đôi với nhau. Mặc dù công ty của bà sẽ thành công trong một thập kỷ, nhưng Ball đã vấp phải khó khăn trong việc quảng cáo dịch vụ của mình ngay từ đầu vì thực tế văn phòng môi giới hôn nhân được coi là hơi đáng ngờ vào thời điểm đó: Nhiều người tin rằng văn phòng môi giới hôn nhân thực sự là bình phong cho nạn mại dâm hoành hành. Do không thể quảng cáo trên báo in một cách dễ dàng, Ball đã dựa vào việc đặt quảng cáo trên radio với "Pop Pirates" - đài phát thanh lậu hoạt động ngay ngoài khơi nước Anh vào những năm 1960 phát nhạc rock and roll mà BBC đã ra lệnh cấm. Công ty của Ball tập trung vào những vụ ghép đôi và mối quan hệ lâu dài - chủ yếu cố gắng đạt được hôn nhân cho khách hàng - và phục vụ cho những người lớn tuổi đang muốn ổn định cuộc sống hoặc những người đã ly hôn trước đó.
Năm 1961, bà gặp một người đàn ông mà bà nhắc đến trong hồi ký có tên gọi là Kenneth. Kenneth sau này trở thành tình nhân của Ball và trợ giúp bà trong công việc kinh doanh, mặc dù họ chưa bao giờ kết hôn.

### St. James Computer Dating Service
Joan đã đổi tên văn phòng kết hôn của mình thành St. James Computer Dating Service vào năm 1964 và văn phòng này đã thực hiện bộ kết nối máy tính đầu tiên vào năm 1964. Điều này khiến dịch vụ của Ball trở thành dịch vụ hẹn hò trên máy tính thành công về mặt thương mại đầu tiên ở Anh hoặc Mỹ, như sử gia Marie Hicks đã chỉ ra trong một bài báo gần đây về lịch sử dịch vụ hẹn hò trên máy tính.

### Com-Pat
Năm 1965, Ball cho sáp nhập công ty của mình với văn phòng môi giới hôn nhân khác do một người phụ nữ điều hành và họ cùng nhau thành lập nên hãng Com-Pat hay Computer Dating Services Ltd. Ngay sau khi sáp nhập, chủ sở hữu của văn phòng môi giới hôn nhân khác đã bán cổ phần trong công ty lại cho Joan và thế là bà mặc nhiên trở thành chủ sở hữu duy nhất của Com-Pat.

### Đối thủ cạnh tranh
Dateline, do John Richard Patterson thành lập vào năm 1966, là đối thủ cạnh tranh với Com-Pat. Trước một công ty mới mẻ này, Ball nhận thấy nhu cầu quảng cáo nhiều hơn. Nhìn vào bảng câu hỏi từ Dateline và Operation Match ở Mỹ, bà biết rằng họ nhấn mạnh những câu hỏi về tình dục, điều mà bà và các nhân viên cho rằng sẽ không dẫn đến những vụ ghép đôi tốt đẹp. Đến năm 1969, công ty của bà nhận được phản hồi tốt về quảng cáo của họ trên News of the World, nhưng Ball vẫn cảm thấy bà phải vượt qua suy nghĩ của mọi người về việc hẹn hò trên máy tính là hơi kỳ quặc hoặc không đúng mực. Báo chí vào thời đó ngụ ý những người sử dụng các dịch vụ này là những người cô đơn, buồn bã hoặc rối loạn chức năng. Joan tin rằng loại dịch vụ hẹn hò trên máy tính này, ngược lại, là một cách thú vị và thông minh để gặp gỡ mọi người. Mặc dù báo chí đôi khi vẽ một bức tranh tiêu cực, công ty của Joan nhìn chung đã được công chúng đón nhận. Điều này khiến bà được quảng cáo trên mấy tờ báo lớn của Anh như The Sunday Express, Evening Standard và The Observer. Lúc này, Ball đang điều hành cả Com-Pat và Eros. Ngay sau đó bà quyết định thanh lý Eros và tập trung vào Com-Pat. Bà nhận ra rằng tương lai của hẹn hò trên máy tính quan trọng như thế nào và nhìn thấy tiềm năng phát triển của một dịch vụ như Com-Pat.
Thật không may, chính trong lúc này mà công ty của Ball cũng gặp phải những biến động mới. Ball nhận ra rằng số điện thoại và địa chỉ của họ đã bị in sai tại một trong những quảng cáo khá lớn. Số điện thoại của họ còn bị xóa khỏi danh bạ. Điều này buộc bà phải lấy một số điện thoại mới. Đồng thời, Dateline ngày càng thành công hơn và có thể tận dụng thực tế là các tờ báo đã lấy quảng cáo của Com-Pat để đặt quảng cáo của chính mình trên cùng một tờ báo mà không gặp phải những khó khăn mà Ball từng là nạn nhân trước đó. Năm 1971, nổ ra một cuộc đình công của Sở Bưu điện khiến tất cả thư từ đều bị đình trệ. Cuộc đình công này kéo dài gần tám tuần và công việc kinh doanh của Ball bị gián đoạn trong suốt giai đoạn đấy. Mọi chuyện đều tụt dốc xuống mức thấp nhất khi tờ Daily Telegraph, địa điểm quảng cáo thành công nhất của công ty, từ chối tiếp tục in quảng cáo cho Com-Pat vì tờ báo này đã thay đổi chính sách quảng cáo của họ. Joan trở nên trầm cảm và cảm thấy không thể đối phó được. Đồng thời, Vương quốc Liên hiệp Anh và Bắc Ireland đang phải hứng chịu các cuộc đình công và những vấn đề kinh tế lớn: Cuộc đình công của nhóm thợ mỏ đã gây ra hỗn loạn trên toàn quốc bằng cách làm gián đoạn khả năng sản xuất điện của đất nước và cung cấp năng lượng cho chính phủ, doanh nghiệp và những ngành công nghiệp duy trì hoạt động của nền kinh tế.

### Com-Pat II
Năm 1970, Com-Pat Two được ra mắt. Joan và công ty của bà đã đi trước cuộc chơi, vì họ đang sử dụng hệ thống ghép đôi tiên tiến nhất được tạo ra vào thời đó. Họ có thể thay đổi toàn bộ hệ thống với 50.000 thành viên chỉ trong một ngày cuối tuần mà không gặp bất kỳ vấn đề gì. Hệ thống đã sử dụng một bảng câu hỏi và đưa ra danh sách bốn trong số các kết quả ghép đôi phù hợp nhất ở khúc cuối.
Mặc dù Joan đã thành công với Com-Pat Two, bà và người bạn đời Kenneth bắt đầu gặp phải những vấn đề kinh tế và cá nhân. Vì Joan và Ken chưa kết hôn, Ball nhận thấy bà không có cảm giác an toàn khi ở bên cạnh Kenneth. Cuối cùng bà đã phải chuyển đến căn hộ của riêng mình sau khi sống chung với Kenneth được tám năm. Nơi ở mới này đã mang lại cho bà cảm giác độc lập, an toàn và tự hào vì những gì mình cần phải hoàn thành để có được nó.

### Bán lại Com-Pat cho Dateline
Năm 1973, khi mới 39 tuổi, sau cùng Bà được bác sĩ chẩn đoán mắc chứng khó đọc. Không có nhiều người biết đến hội chứng này, vì vậy bà ngừng đề cập đến nó khi không ai khác biết bàđang nói về điều gì. Ball gặp khó khăn khi phải đối mặt với căn bệnh của chính mình. Vào thời điểm này, suy thoái kinh tế thế giới đã trở nên tồi tệ hơn. Bà đấu tranh nhằm giữ cho công ty của mình phát triển nhưng đến năm 1974, bà lâm vào cảnh nợ nần và quyết định bán lại công ty. Bà bèn gọi cho John Paterson của hãng Dateline và đề nghị bán Com-Pat cho anh ta, nếu đồng ý thanh toán tất cả các khoản nợ của công ty như một phần của việc mua bán này. Thấy rằng đây là một cách để độc chiếm thị trường hẹn hò trên máy tính ở nước Anh bằng cách loại bỏ đối thủ cạnh tranh chính duy nhất của Dateline, Patterson mau chóng đồng ý thỏa thuận mua bán này.

## Cuối đời
Sau hàng loạt khó khăn về mặt cá nhân, Ball đặt niềm tin vào Phật giáo và bắt đầu đối mặt với bệnh tật và những thất bại của mình. Ball cảm thấy bản thân có nhiều hối tiếc và kết luận rằng bà nên tự trói buộc trong ngục tối cảm xúc của chính mình dù bà đã điều hành một công ty tập trung vào việc tạo ra những kết nối tình cảm mới giữa những người khác.

## Tác động và tầm quan trọng trong lịch sử công nghệ
Ball được xem là một doanh nhân thành đạt và là người phụ nữ đầu tiên điều hành dịch vụ hẹn hò trên máy tính khả thi về mặt thương mại ở Vương quốc Anh hoặc Mỹ. Công ty của bà có trước "Operation Match" của Harvard một năm và trước công ty hẹn hò trên máy tính lớn khác của Anh tên là Dateline (dưới sự điều hành của John Patterson). Com-Pat hoạt động dưới sự quản lý của Ball trong gần một thập kỷ mãi cho đến khi được Dateline mua lại vào năm 1974. Kinh nghiệm của Ball cho thấy, trái ngược với những câu chuyện phổ biến trên mạng, thực tế phụ nữ là những người tiên phong ban đầu trong lĩnh vực hẹn hò trên máy tính và mạng xã hội bằng máy tính. Thực tế là Ball hầu như vẫn chưa được biết đến cho đến nay cũng phản ánh định kiến về giới tính đã dẫn đến sự chìm đắm trong lịch sử đối với những đóng góp của phụ nữ trong lĩnh vực máy tính như thế nào. Janet Abbate, một nhà sử học về máy tính và là giáo sư tại Virginia Tech, đã nêu giả thuyết trong cuốn sách Recoding Gender—lịch sử của phụ nữ trong lĩnh vực máy tính—rằng "những phụ nữ có đóng góp đáng kể không phải lúc nào cũng có xu hướng, bằng tính khí hoặc xã hội hóa, công bố thành tích của họ". Các sử gia Nathan Ensmenger, Mar Hicks, Margot Lee Shetterly và Jennifer Light đều đã chỉ ra rằng, trong công trình nghiên cứu của họ về giới trong lịch sử máy tính, sự bất bình đẳng về cấu trúc trong cả hiện tại và quá khứ đã thay đổi quan điểm của chúng ta về thực tế lịch sử khi nói đến máy tính. Sự tồn tại của những động lực xã hội này trong cả quá khứ và hiện tại đã để lại nhiều điều chưa kể trong lịch sử điện toán. Hiện tại, giới sử học đang bắt đầu khắc phục những sơ suất này và cho thấy những phụ nữ như Joan Ball đóng vai trò quan trọng như thế nào trong lịch sử hẹn hò trên máy tính và điện toán nói chung.